# Resolució 572 del Consell de Seguretat de les Nacions Unides
La Resolució 572 del Consell de Seguretat de les Nacions Unides, aprovada per unanimitat el 30 de setembre de 1985 després de recordar la Resolució 568 (1985) i notar un informe d'una missió a Botswana nomenada pel Secretari General de les Nacions Unides, el Consell de Seguretat va aprovar l'informe sobre un atac sud-africà al país.
La resolució exigia una indemnització per Botswana, i va demanar assistència internacional als Estats membres i organitzacions del país en les àrees identificades a l'informe. També va demanar al Secretari General que mantingués la situació sota observació.